# 私部石村
私部 石村（きさいべ／きさきべ の いわむら）は、奈良時代の官人・算道家。姓は首。位階は正八位下。

## 出自
私部氏（私部首）は私部の統率者（地方伴造）氏族。

## 経歴
神亀年間（724年 - 729年）の暦算の名家とされている。
養老5年（721年）元正天皇の詔により、後進を勧め励ますべく、百官の中から学業を深く修め師範とするに足る者を選んで褒賞を与えたが、算術に優れたものとして、山口田主・志斐三田次とともに絁10疋・絹糸10絇・麻布20端・鍬20口を与えられた。
天平2年（730年）諸博士が高齢で年老いて衰えてきたことによる学業の断絶を恐れた太政官の奏上により、学業を後進に教授することが決められ、その際に、石村は田主・三田次とともに2人の弟子を取って七曜・頒暦を学ばせるように命ぜられている。

## 官歴
『続日本紀』による。
- 時期不詳：正八位下
- 養老5年（721年） 正月27日：賜絁10疋・絹糸10絇・麻布20端・鍬20口